# ريزلا

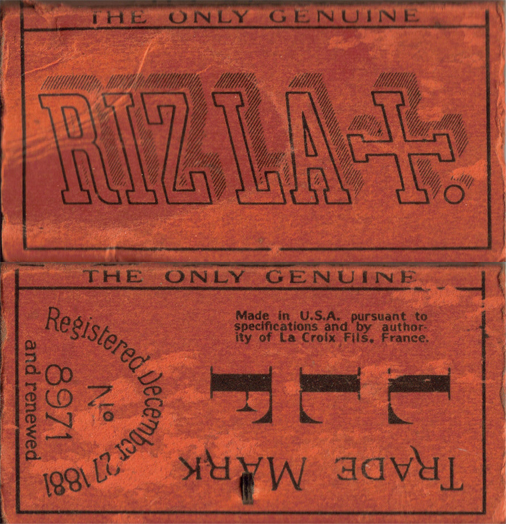
1881 ريزلا - بلا شريط غراء

ريزلا (بالإنجليزية: Rizla)‏ بالإسلوب التجاري ريزلا+، وهي علامة تجارية فرنسية لأوراق لف السجائر والأدوات ذات الصلة والتي يتم فيها لف التبغ أو الماريجوانا أو مزيج منهما لصنع السجائر يدويًا.
تم بيع الشركة في عام 1997 إلى امبيريال توباكو. جاء الاسم "ريزلا" في عام 1886 (حيث أن "ريز" هي الكلمة الفرنسية لكلمة "أرز" و "لا+" اختصار لكلمة لاكروا، أي "الصليب"). وتتوفر أوراق لف السجائر ريزلا بمجموعة من السماكات، والتي تُشير إليها ألوان العبوات، ومجموعة متنوعة من الأحجام.

## التاريخ

### الإنشاء
ألهم بيير لاكروا ببدء إنتاج أوراق لف السجائر عندما قام في عام 1532 بتبادل بعض الأوراق بزجاجة من الشامبانيا الفاخرة وأدرك إمكانيات السوق المحتملة لها.

### انفصال الشركة
عام 1660 وبعد تطوير أول اوراق اللف والتي وجدت نجاحًا في البداية، بدأت عائلة لاكروا بإنتاجها. وعلى الرغم من النجاح الأولي، إلا أنه لم يكن حتى بعد مرور 76 عامًا في عام 1736 حتى اشترت العائلة مصنع ورقها الخاص، الذي اشتراه فرانسوا لاكروا، مؤسس شركة لاكروا لصناعة أوراق اللف. في عام 1796، منح نابليون لشركة لاكروا ترخيصًا لإنتاج أوراق لف السجائر لجنوده. ومع ذلك، فقد شككت مجلة "ذي إيكونوميست" في قصة نابليون، وذكرت أن "متحفًا في أنجوليم، المقر الأصلي لعائلة لاكروا، يصف هذه القصة التاريخية بأنها "خيال" ويقول أن العائلة لم تنتج الورق لصنع السجائر حتى عام 1860.
عام 1865 تم إجراء تغيير في التركيبة - حيث تم استبدال الأنسجة المستخدمة في الأوراق بأوراق مصنوعة من الأرز. وكان هذا التغيير إلى ورقة الأرز هو ما أدى إلى ظهور اسم "ريزلا+"، وهو مزيج من الكلمة الفرنسية "ريز" [ʁi]، والتي تعني "الأرز"، مع كلمة "لا" وصليب يمثل اسم العائلة لاكروا، والذي يعني حرفيًا "الصليب".

### القرن العشرين وما بعده
أنتجت ريزيلا بعض أولى أنواع الأوراق المنكهة في عام 1906، عندما قامت بإصدار نكهات النعناع والفراولة. وتم إنتاج أوراق اللف ريزيلا الزرقاء ذات الوزن الخفيف لأول مرة في عام 1910، باستخدام ورق اقل سمكا ونكهة تبغ أكثر وضوحًا. كما قامت ريزيلا بإصدار واحدة من أوائل أجهزة لف السجائر.
في عام 1942، أحدثت العلامة التجارية ريزيلا ثورة في عالم أوراق لف السجائر عندما اكتسب الأخوة لاكروا براءة اختراع لتطبيق العلكة على حافة أوراق اللف. أضافت هذه الميزة الجديدة في تميز ريزيلا كزعيم في صناعة أوراق اللف، ووضعتهم في قمة السوق.
في عام 1977، بعد ثلاثين عامًا من تغيير اسم العلامة التجارية، قامت ريزيلا بإصدار أوراق لف السجائر بحجم King Size. تقاس الأوراق بالحجم القياسي 69 × 35 ملم في معظم البلدان وتوضع في كومة واحدة متداخلة من 50 ورقة، ولكن في بلجيكا تحتوي العبوات على اثنين من الكومات الموازية التي تحتوي على ما مجموعه 100 ورقة، والتي تباع عادة بسعر يتراوح من 0.80 إلى 1.00 يورو.
تتم تلوين الأوراق ذات السماكات المختلفة كما يلي:
- 26.5 جم/م^2 عرق السوس
- 23 بيضاء
- 20 برتقالية
- 17.5 حمراء (مع زوايا مقطوعة خضراء)
- 14.5 زرقاء، وورديّة
- 13.5 فضية

في عام 1978، تولى فرناند بينبلانك السيطرة على ريزيلا، وهو ما أنهى تقليد ملكية عائلة لاكروا.
تم إصدار الورق بنكهة عرق السوس في عام 1981. في عام 1986، وبدأت ريزلا في النمو السريع والإعلان على نطاق واسع. إحدى حملات الإعلان الناجحة في عام 1986 كانت سلسلة شهيرة من التقاويم والتيشرتات والملصقات. وكانت سلسلة مقاهي تابعة للعلامة التجارية، تم عرضها في مختلف الحفلات في المملكة المتحدة في عام 1996، شديدة الشهرة أيضًا. في عام 1997، أنتجوا نسخة محدودة من King Size Rizla+ باللون الأرجواني، والتي تعتبر ذات وزن متوسط وعرض إضافي وحجم كبير للأوراق المنكهة، احتفالًا بمهرجان فينيكس للموسيقى.
في عام 1997، تم بيع Rizla إلى. وبعد عام واحد، استمرت Rizla في سلسلة توسع وإعلانات على نطاق واسع، حتى أصدروا خطهم الخاص من الملابس التي تم بيعها في مقاهيهم. في عام 2002، أغلقت ريزيلا صفقة مع سوزوكي وأصبحت واحدة من أبرز رعاة سباقات الدراجات النارية لديهم، حيث شكلوا فريق سباق ريزيلا-سوزوكي. ويتوفر سيارة Caterham Superlight R500 الرياضية بعلامات ريزيلا بعد إطلاقها بالتعاون مع ريزيلا -سوزوكي.